# Chorherrenstift St. Pelagius
Das Chorherrenstift St. Pelagius war ein weltliches Kollegiatstift im Landstädtchen Bischofszell im Kanton Thurgau in der Schweiz. 

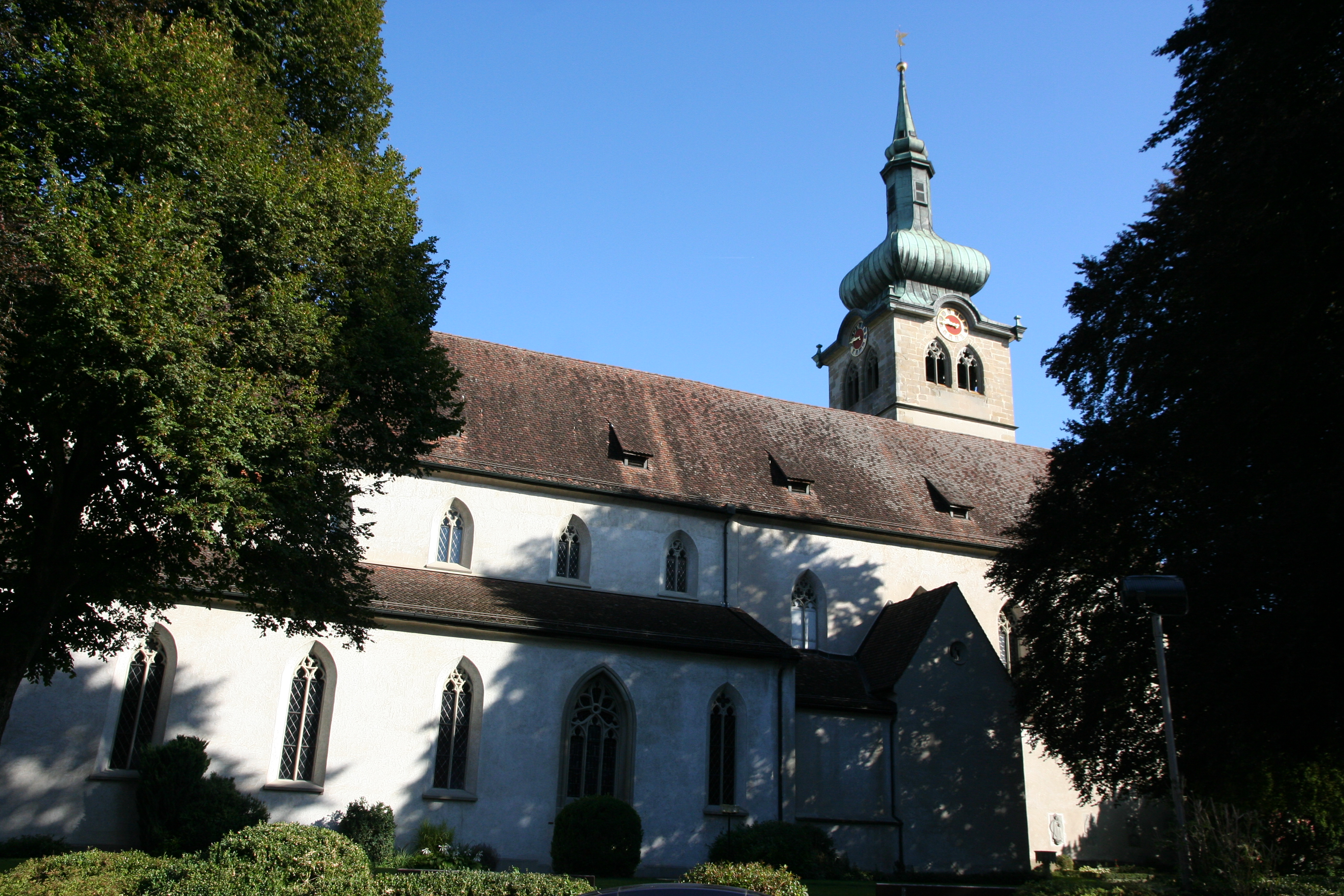
Stiftskirche St. Pelagius in Bischofszell

Das dem heiligen Pelagius geweihte Chorherrenstift gehörte bis 1814 zur Diözese Konstanz und ab 1829 zur Diözese Basel. 1150 wurde es erwähnt als Praepositura S. Pelagii, 1221 als Ecclesia Episcopaliscellae und ab Mitte des 14. Jahrhunderts als Stift zue Sant Pelayen. Vermutlich wurde es im 9. Jahrhundert durch Bischof Salomo I. von Konstanz gegründet. 1150 ist die Propstei erstmals urkundlich erwähnt.
Wirtschaftlich nie stark, besass das Chorherrenstift St. Pelagius die Grund- und Gerichtsherrschaft Gottshaus sowie einige Häuser in Konstanz. Um 1500 erlebten Stift und Schule, aus der die Humanisten Theodor Bibliander, Ludwig Hätzer und Ulrich Mutius hervorgingen, eine Blüte.

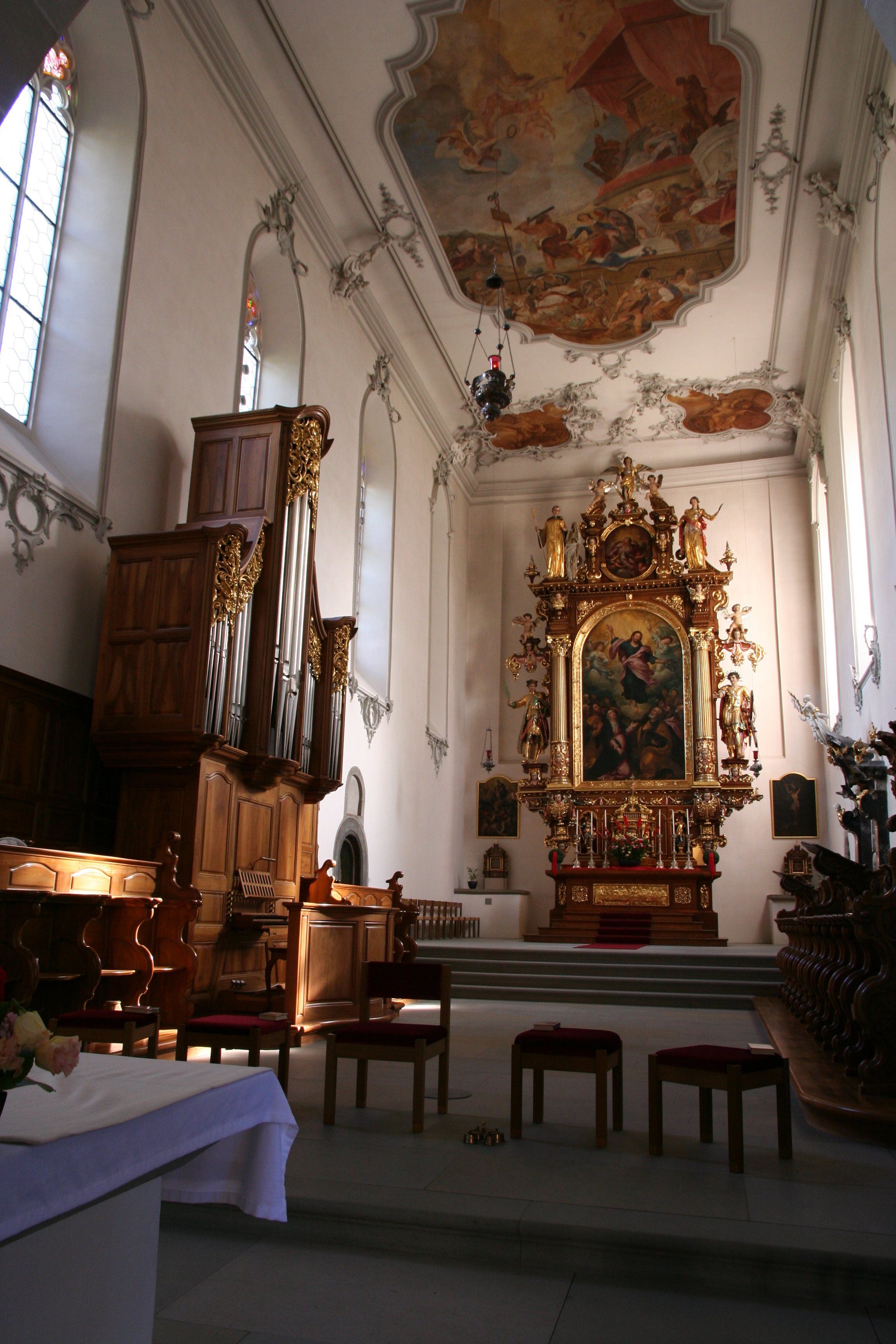
Chor der Stiftskirche

1529 traten viele Chorherren zum neuen Glauben über. 1531 erzwangen die katholischen Orte die Restauration; 1535 wurde die Messe gegen den Widerstand der überwiegend reformierte Bevölkerung wieder eingeführt. Die Stiftskirche St. Pelagius, seit Beginn zugleich Pfarrkirche für Bischofszell, wurde Simultankirche, die Pfarrpfründe mit den Reformierten geteilt. Die Pfarrei umfasste auch Hauptwil mit St. Pelagiberg, Neukirch an der Thur und Hohentannen, ab 1359 Sulgen mit Berg, Bürglen (verkauft 1585) und Heldswil.
1617 erhielten die Innerschweizer Stände vom Papst das Recht, Chorherren aus ihrem Gebiet einzusetzen. Ab 1632 stammte gut die Hälfte der Pröpste und Kapitularen aus der Innerschweiz. Als Niederstift völlig abhängig von Bischof und Domkapitel von Konstanz, hatte das Chorherrenstift St. Pelagius stets neun Pfründen unter der Leitung des Propstes, der Konstanzer Domherr sein musste und nicht in Bischofszell residierte. Eigentlicher Leiter war ab dem 14. Jahrhundert der Kustos, dessen Stellung 1632 erstarkte. Die ursprünglich nur für vermutlich drei Pfründen vorausgesetzte Priesterweihe wurde 1594 für alle Chorherren verlangt; ab Mitte des 17. Jahrhunderts wurde diese Forderung befolgt. Im 17. und 18. Jahrhundert förderten die Chorherren die Rekatholisierung der Bevölkerung.
1798 wurde das Stift unter staatliche Verwaltung gestellt und 1852 aufgehoben.